# فاندا هايبنروفا
فاندا هايبنروفا (بالتشيكية: Vanda Hybnerová)‏ هي ممثلة تشيكية، ولدت في 30 سبتمبر 1968 ببراغ في التشيك.

## وصلات خارجية
- فاندا هايبنروفا على موقع IMDb (الإنجليزية)
- فاندا هايبنروفا على موقع ألو سيني (الفرنسية)
- فاندا هايبنروفا على موقع أول موفي (الإنجليزية)
- فاندا هايبنروفا على موقع ديسكوغز (الإنجليزية)
- فاندا هايبنروفا على موقع قاعدة بيانات الفيلم (الإنجليزية)
- فاندا هايبنروفا على موقع كينوبويسك (الروسية)